# Чашник великий коронний
Чашник великий коронний (пол. Cześnik wielki koronny, лат. picerna Regni) — уряд дворський Корони Королівства Польського та Речі Посполитої.
До його компетенції належало подавання напоїв королю під час двірських урочистостей. Пізніше ця посада стала почесною.

## Деякі відомі чашники великі коронні
- Якуб з Дембна (1457–1462)
- Мартин Зборовський (1527–1538)
- Томаш Собоцький (1539–1547)
- Зигмунт Лігенза (з 1550 р.)
- Ян Остроруг (1580–1588)
- Ян Опалінський (1662—1682)
- Евстахій Потоцький (з 1754 р.)
- Теодор Ієронім Любомирський (1759–1761)
- Іґнацій Потоцький (1764–1765)
- Міхал Єжи Вандалін Мнішек (1777—1778)
- Станіслав Костка Белінський (1778—1793).